# 弗羅茨瓦夫機場

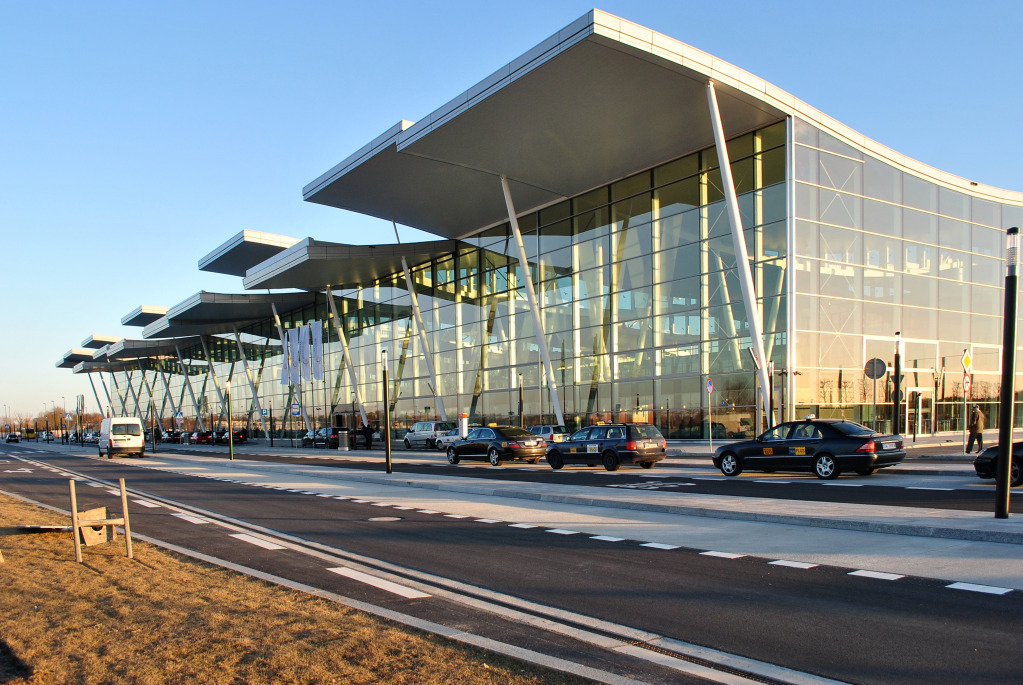
弗羅茨瓦夫機場

弗羅茨瓦夫機場（波蘭語：Port Lotniczy Wrocław im. Mikołaja Kopernika）是波蘭城市弗羅茨瓦夫的國際機場，位於波蘭西南部，距弗羅茨瓦夫市中心西南10 km（6.2 mi）。弗羅茨瓦夫機場擁有一條跑道，一個客運航廈和一個貨運航廈。弗羅茨瓦夫機場開業於1938年，最初是一座軍用機場。

## 外部連結
维基共享资源上的相關多媒體資源：弗羅茨瓦夫機場
- Official website （页面存档备份，存于）